# Akkalkuwa
Akkalkuwa es una ciudad censal situada en el distrito de Nandurbar en el estado de Maharashtra (India). Su población es de 17840 habitantes (2011). Se encuentra a orillas del río Narmada, a 34 km de Nandurbar.

## Demografía
Según el censo de 2011 la población de Akkalkuwa era de 17840 habitantes, de los cuales 13273 eran hombres y 4567 eran mujeres. Akkalkuwa tiene una tasa media de alfabetización del 94,99%, superior a la media estatal del 82,34%: la alfabetización masculina es del 97,09%, y la alfabetización femenina del 88,22%.